# Lewis Cass
Lewis Cass (Exeter, 1782. október 9. – Detroit, 1866. június 17.) az Amerikai Egyesült Államok szenátora (Michigan, 1845–1848 és 1849–1857).